# Светий Стефан
Светий Стефан (серб. Свети Стефан / Sveti Stefan — «Святий Стефан») — курорт в Чорногорії, розташований на узбережжі Адріатичного моря, на Будванській рив'єрі, за 5 кілометрів на південний схід від Будви і з'єднаний з берегом вузьким перешийком з намитого шарами гравію. Острів має берегову лінію протяжністю 2 кілометри. Площа острову 12 400 м².
До 2007 року острів був частково покинутий та втратив статус розкішного готелю. З 2009 року офіційна назва острова — «Аман Святий Стефан» (англ. Aman Sveti Stefan), оскільки острів був зданий в оренду на 30 років урядом Чорногорії міжнародній туристичній компанії «Aman Resorts». У 2009 році був відремонтований та заново відкритий.
Свєті-Стефан вважається візитною карткою Чорногорії. Цей острів знаменитий унікальним островом-готелем з однойменною назвою Острів Святий Стефан.

## Історія

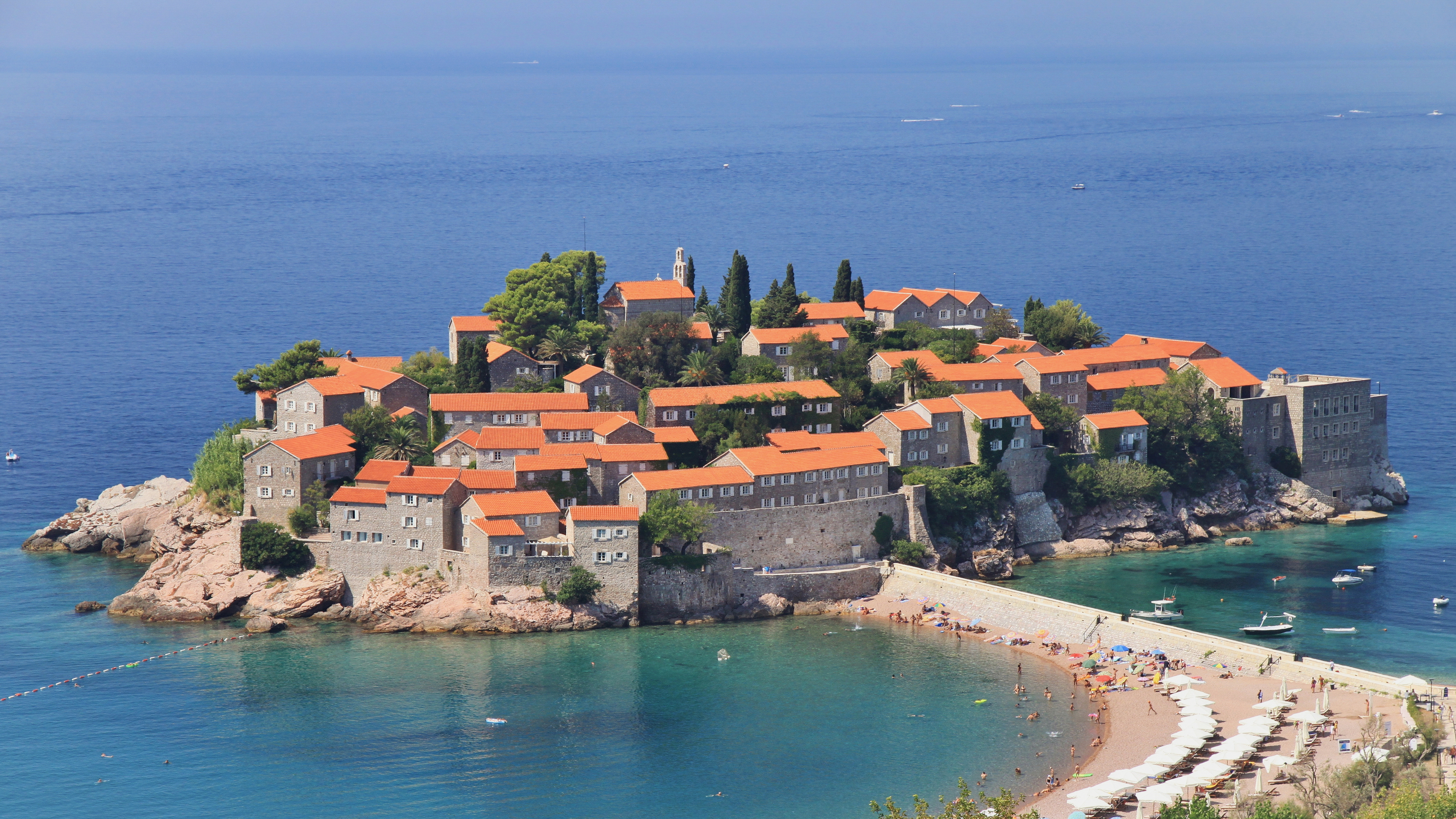
Свєті-Стефан

Вперше острів Святий Стефан згадується в 1442 році, але справжнього розквіту досяг у першій половині XIX століття, коли в селищі було 100 будинків, 3 церкви та 400 городян. Назва міста походить від фортеці, яку місцеві мешканці побудували на скелі та назвали святим Стефаном, твердиня мала захищати їх від нападів піратів.
Тривалий час Святи Стефан був простим рибацьким селом. У 50-ті роки мешканці були переселені та у 1957 році Святий Стефан перетворився в єдине місто-готель, ексклюзивний готельний комплекс, подібних якому на Середземномор'ї немає. Готельний комплекс складається з 80 одноповерхових будинків. Усередині вони перебудовані на розкішні апартаменти з меблями та всіма зручностями, а ззовні залишилися такими ж, якими були сто років тому.
Недалеко від Святого Стефана знаходиться монастир Праскавіца 1600 року.

## Населення
Динаміка чисельності населення (станом на 2003 рік):
| 1948 | 1953 | 1961 | 1971 | 1981 | 1991  | 2003  |
| ---- | ---- | ---- | ---- | ---- | ----- | ----- |
| → 42 | ↘ 60 | ↗ 0  | → 0  | → 0  | ↘ 421 | ↗ 411 |

Національний склад села (станом на 2003 рік):
| чорногорці    | серби         | інші         |
| ------------- | ------------- | ------------ |
| 109 (26,52 %) | 256 (62,28 %) | 46 (11,20 %) |

Слід відмітити, що перепис населення проводився в часи міжетнічного протистояння на Балканах й тоді частина чорногорців солідаризувалася з сербами й відносила себе до спільної з ними національної групи (найменуючи себе югославами-сербами — притримуючись течії панславізму). Тому, в запланованому переписі на 2015 рік очікується суттєва кореляція цифр національного складу (в сторону збільшення кількості чорногорців) — оскільки тепер чіткіше проходитиме розмежування, міжнаціональне, в самій Чорногорії.

## Курорт

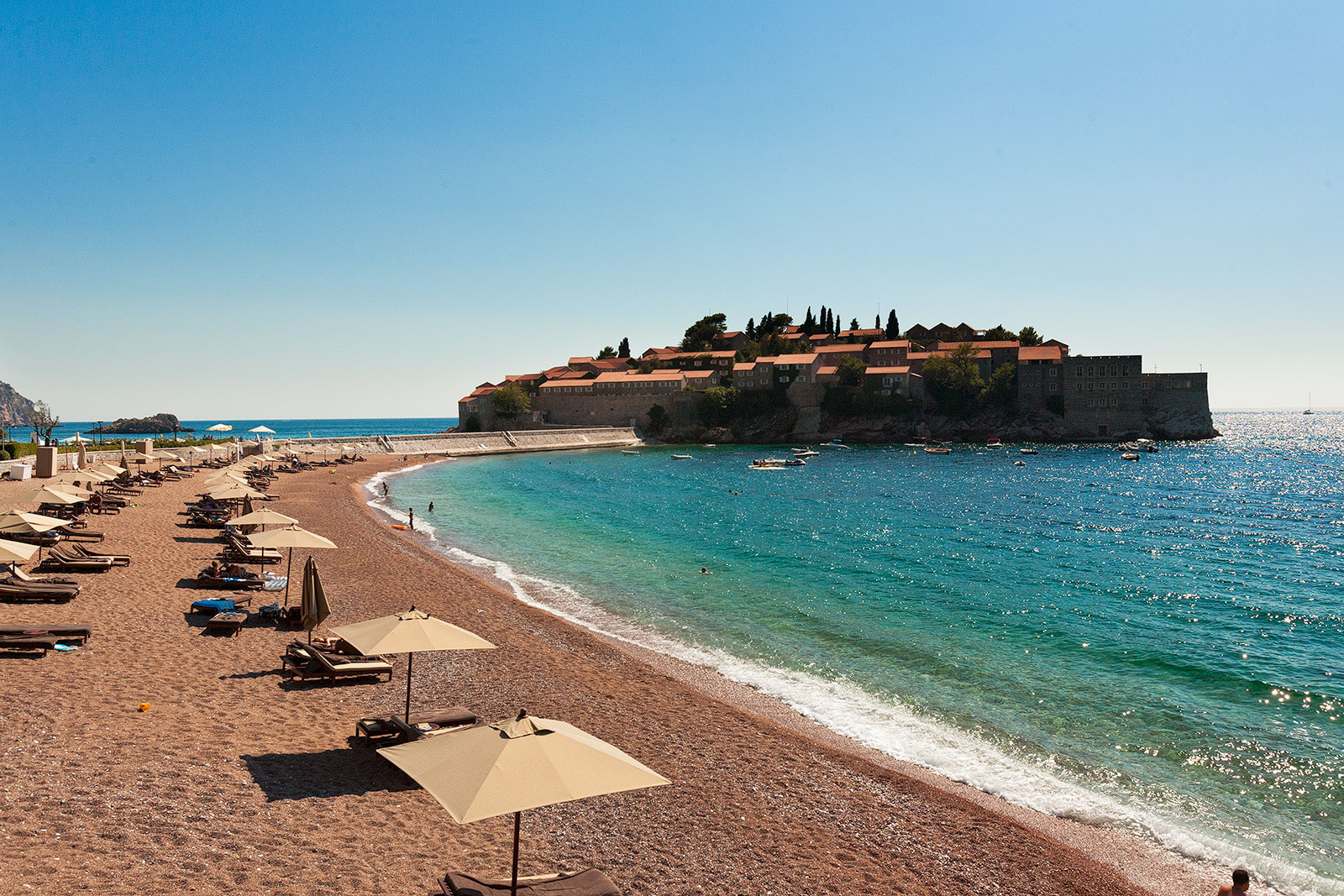
Місцевий пляж

Реконструкція на острові зроблена так, що будівлі зовні не піддавалися ніяким змінами, а всередині приміщення були багато прикрашені і перетворені в апартаменти. На о. Святий Стефан збереглася унікальна архітектура, там можна милуватися вузькими вуличками, мальовничими пейзажами і будиночками в середземноморському стилі. На острові велика кількість різноманітних середземноморських рослин. Готель Святий Стефан має унікальний дрібногальковий пляж з рожевим піском.
Навпроти острова — гора, звідки відкривається чудовий вид на Святий Стефан. На схилі гори, в останні роки, виросло велике селище, значну частину якого складають міні-готелі і приватні вілли категорій 4 і 5 зірок.
У містечку дбайливо збережена середньовічна архітектура. Маленькі площі, криві вулички, церкви і будинки зберегли свою самобутність. Ззовні старовинні будівлі всередині переобладнані в ексклюзивні апартаменти категорії «люкс», обставлені стильними меблями і аксесуарами.

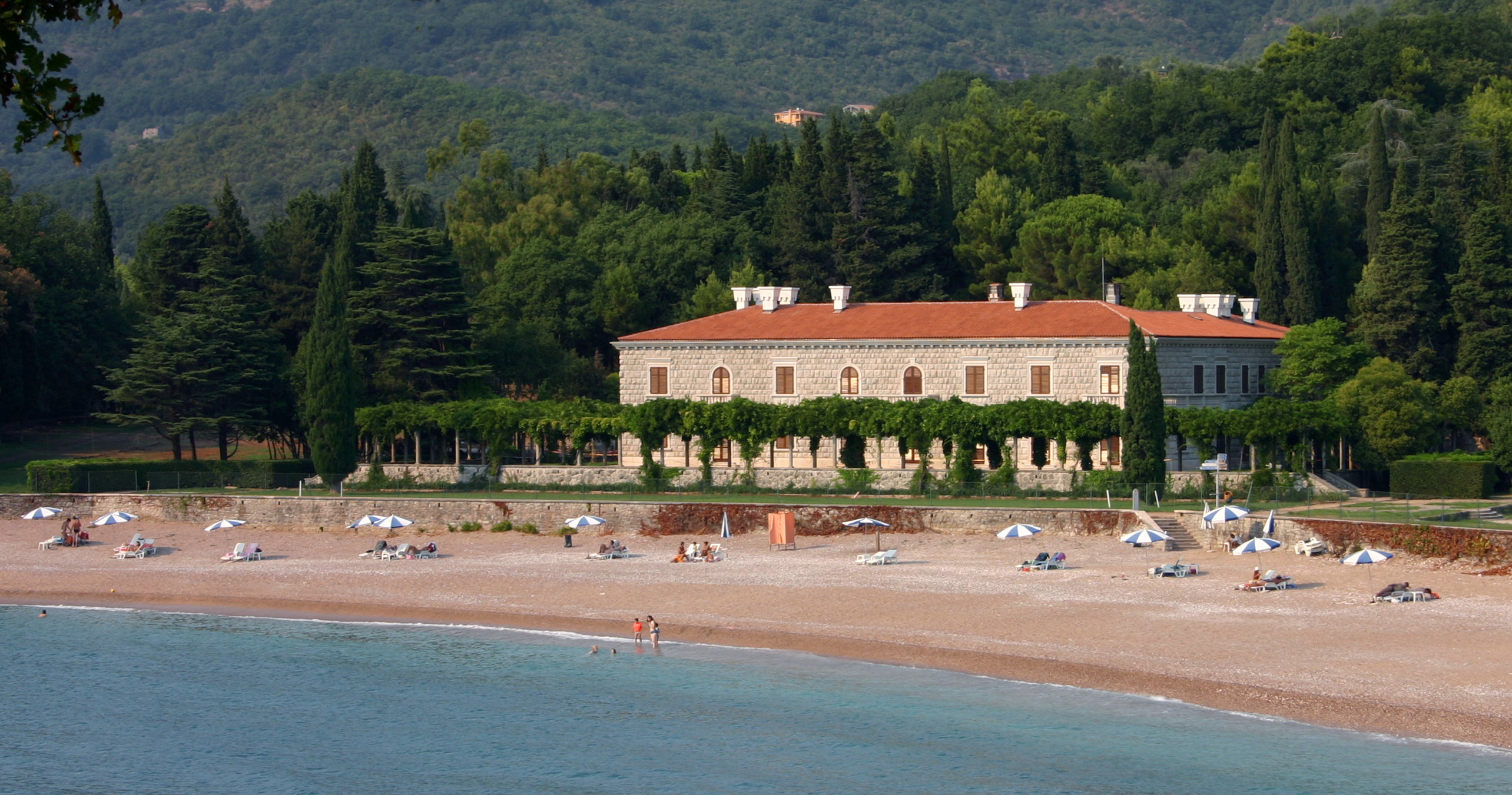
Вілла Мілочер

Тут відпочивали багато знаменитих гостей: Карло Понті, Елізабет Тейлор, Річард Бартон, Індіра Ганді, Гамаль Абдель Насер, Клаудія Шиффер, королева Єлизавета II, Кірк Дуглас, Сильвестр Сталлоне, Софі Лорен, Джеремі Айронс — всі вони жили у віллі 118.

### Вілла Мілочер
Однією з головних пам'яток острова Святого Стефана вважається вілла Мілочер. Вона була побудована у 1934 році та слугувала літньою резиденцією короля Чорногорії.
Поряд з віллою знаходяться два пляжі з рожевим піском — пляж Короля та пляж Королеви, який взагалі закритий для відвідувачів і призначений тільки для відпочивальників з вілли.

## Події
1992 року на острові гралися партії комерційного матчу-реваншу між десятим й одинадцятим чемпіонами світу з шахів Борисом Спаським і Боббі Фішером, який завершився перемогою останнього з рахунком 10:5.